# World DanceSport Federation
World DanceSport Federation, (WDSF) är det nya namnet på International DanceSport Federation, (IDSF) sedan 2011. Grundat 1957 som International Council of Amateur Dancers (ICAD) för att 1990 bilda IDSF.

## Historia
- 1909 Första inofficiella Ballroom-mästerskapen hålls i Paris
- 1957 ICAD grundas i Wiesbaden den 12 maj 1957
- 1960 Första TV-sändningen av danssport
- 1990 Namnbytet till IDSF genomförs
- 1992 Blir medlemmar av General Association of International Sports Federations (GASIF) (nu SportAccord)
- 1995 World Rock'n'Roll Confederation (WRRC) blir medlem i IDSF som associerad medlem
- 1997 Erkänt av Internationella Olympiska Kommittén (IOK)
- 2001 Följer världs-antidopingkoden
- 2004 International Dance Organization (IDO) blir med i IDSF som associerad medlem
- 2007 Presentation av VISION 2012-projektet för IDSF General Meeting
- 2008 IDSF och Internationella Paralympiska Kommittén inleder ett samarbete för rullstolsdansens spridning
- 2008 United Country and Western Dance Council (UCWDC) blir medlem i IDSF som associerad medlem
- 2008 IDSF General Meetings delegater ger Presidiet i uppdrag att omstrukturera förbundet under VISION 2012
- 2010 Lanseras IDSF:s Professionella Division
- 2011 Den 19 juni ändras organisationens namn till World DanceSport Federation, WDSF

## Medlemsländer
WDSF har 88 nationella medlemsförbund, av dessa är 65 erkända av landets nationella olympiska kommitté.

## Samarbetsorganisationer
- SportAccord - fd GAISF
- International World Games Association -(IWGA)
- Association of IOC Recognised International Sports Federations (ARISF)
- International Masters Games Association (IMGA)

## Konflikten med World Dance Council
WDSF är inte den enda internationella organisationen som handhar danssport. Även World Dance Council, (WDC), en annan organisation som mest handhaft de professionella dansarna och deras tävlingar, lanserade 2007 WDC Amateurs League. Detta ledde till en öppen och infekterad konflikt mellan de två organisationerna. Idag är medlemmar av WDSF förbjudna att deltaga på WDC:s tävlingar.